# Camponotus mengei
Camponotus igneus
Espèce
Synonymes
- Camponotus igneus Mayr, 1868

Camponotus mengei est une espèce fossile de fourmis de la tribu des Camponotini (sous-famille des Formicinae).

## Classification
L'espèce Camponotus mengei est décrite en 1868 par l'entomologiste autrichien Gustav Mayr (1830-1908),, en même temps que l'espèce Camponotus igneus,. 

### Synonymes
L'espèce Camponotus igneus est déclarée synonyme de Camponotus mengei en 2002 par le paléoentomologiste russe Gennady M. Dlussky (d) (1937-2014), et confirmé en 2012 par le myrmécologue anglais Barry Bolton (1938-),

### Étymologie
L'épithète spécifique mengei est un hommage au naturaliste et entomologiste prussien Anton Menge (1808-1880) qui a décrit des échantillons dès 1854.
L'épithète spécifique igneus signifie en latin « ardent ».

### Fossiles
Selon Paleobiology Database en 2023, les collections de fossiles référencées sont au nombre de douze :
- Oligocène, une d'Allemagne, de la formation de sel de Kleinkembs en Bade-Wurtemberg, des collections du Muséum de Bâle, en Suisse, décrite en 1937 par le paléontologue français Nicolas Théobald (1903-1981)[7],[2] ;
- Éocène, du Priabonien :
  - une de Lituanie, de l'ambre de la Baltique, décrite en 1967 par Gennady M. Dlussky (d)[8] ;
  - trois de Pologne, aussi de l'ambre de la Baltique, des collections Menge du Danziger Naturkundemuseum, et décrite en 1854 par Anton Menge[6], de la collection Berendt, décrite en 1829 par Friedrich Holl (de)[9], des collections du Musée Ziemi à Varsovie[note 1] et décrite en 1994 par Ragnar Kinzelbach (d) et Hans Pohl (d)[10] ;
  - six de Russie de Kaliningrad dont deux du musée zoologique de Berlin, et une du BMNH de Kaliningrad, décrites en 1912 par Georg Ulmer (d)[11], une de la collection Klinsmann et une de la collection Brischke et décrites en 1868 par Gustav Mayr[1], une de la collection Klebs, et décrite en 1910 par l'entomologiste allemand Günther Enderlein (1872-1968)[12] ;
  - une d'Ukraine de l'ambre de Rovno, décrite en 2002 par Sergei A. Simutnik (d)[13],[2].

## Description

### Caractères
La diagnose de Nicolas Théobald en 1937, : Pour l'échantillon R90 femelle. 

« Insecte brun-noirâtre sur tête et thorax, brun sur l'abdomen ; pattes brun-jaunâtre. Tête subquadrangulaire, coins postérieurs arrondis ; yeux de forme ovale, placés vers le milieu de la tête ; mandibules à bord externe arrondi, bord masticateur droit et denté ; clypeus non discernable ; surface de la tête portant de fines ponctuations à aspect chagriné ; mandibules non ponctuées ; ocelles non visibles. Cou net. Thorax régulièrement bombé de l'avant vers l'arrière ; segmentation nette, mais pas d'étranglement entre le méso et le métanotum ; métanotum ayant un profil dorsal en angle obtus. Pétiole formé d'un seul segment portant une écaille dressée. Abdomen ovale, allongé, cinq segments qui vont en se rétrécissant à partir du deuxième, le dernier court. Thorax et abdomen portant la même ornementation que la tête, la chitine montre des reflets irisés, métalliques au soleil. Pattes conservées en partie ; tibias cylindriques, cuisses finement velues. ».

### Dimensions
La longueur totale est de 7,75 mm.

### Affinités
« Identique à Camponotus mengei Mayr de l'ambre de la Baltique. Ce dernier est voisin de C. maculatus Oliv. (s.l.), des régions méditerranéennes (Wheeler).
Je rapproche de cette espèce les échantillons R431, 485 pl.XV, fig 23) qui lui sont semblables, toutefois l'abdomen semble un peu renflé et un peu plus arrondi à l'extrémité. Par ailleurs ces formes sont identiques. ».

## Galerie

Camponotus mengei.
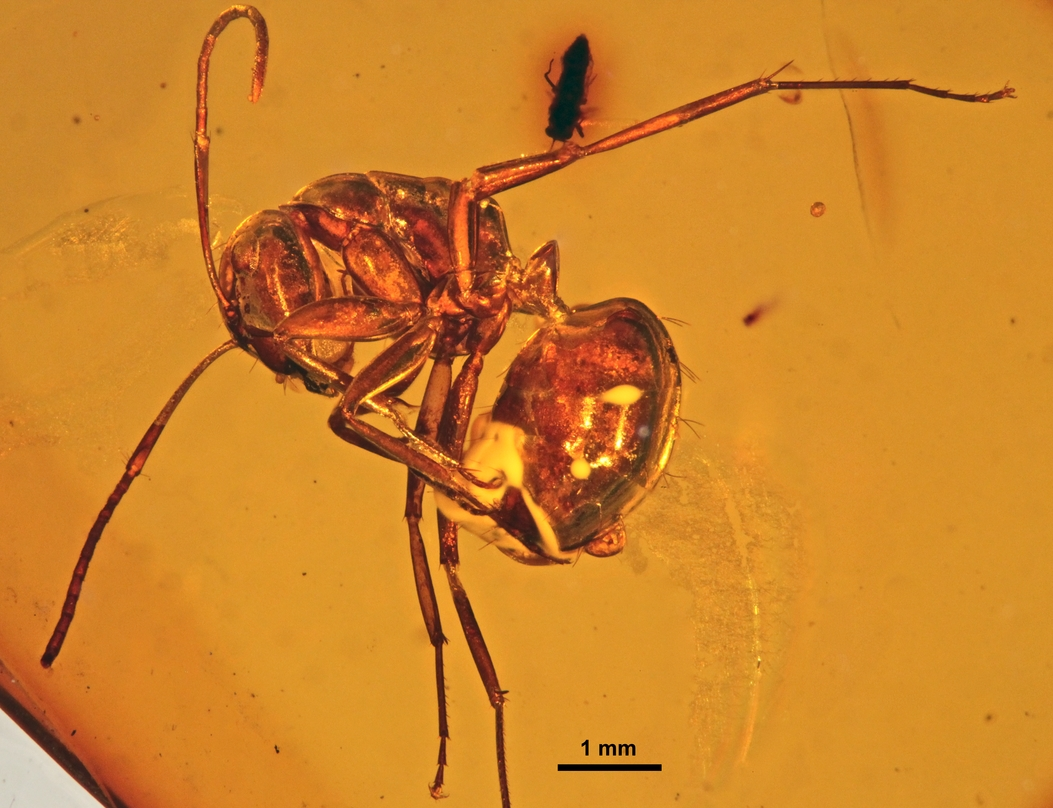
MBI5831.
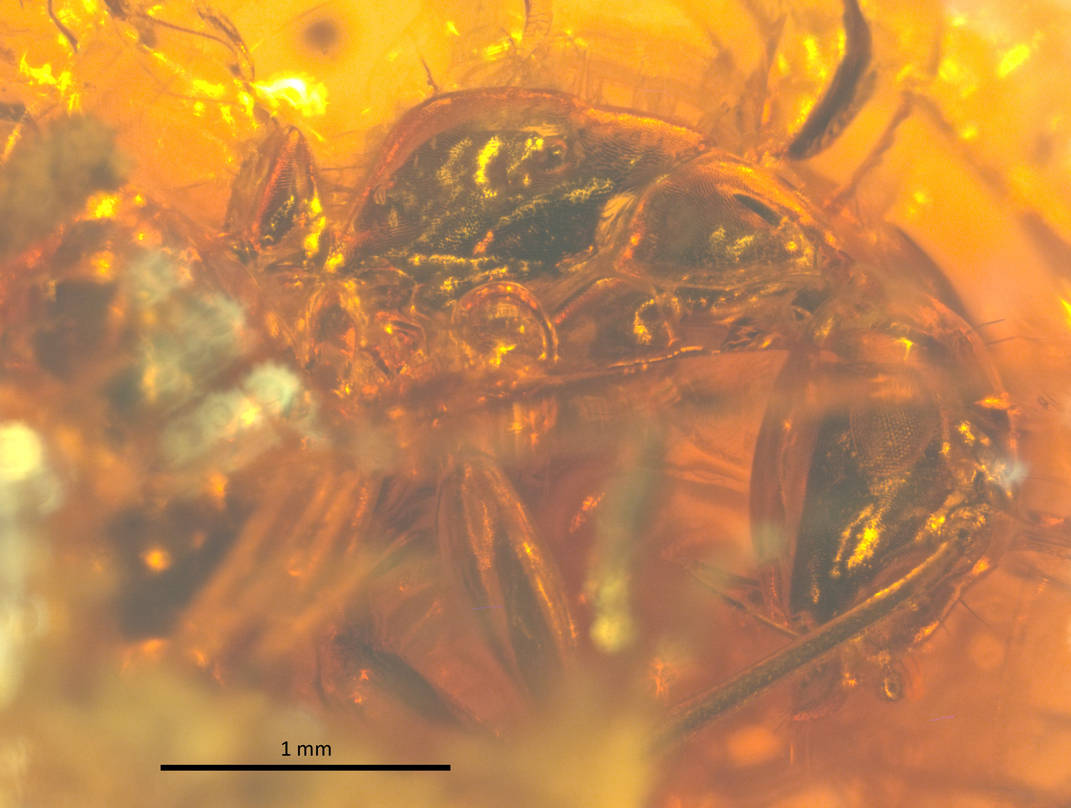
NHMW1984-31-134.
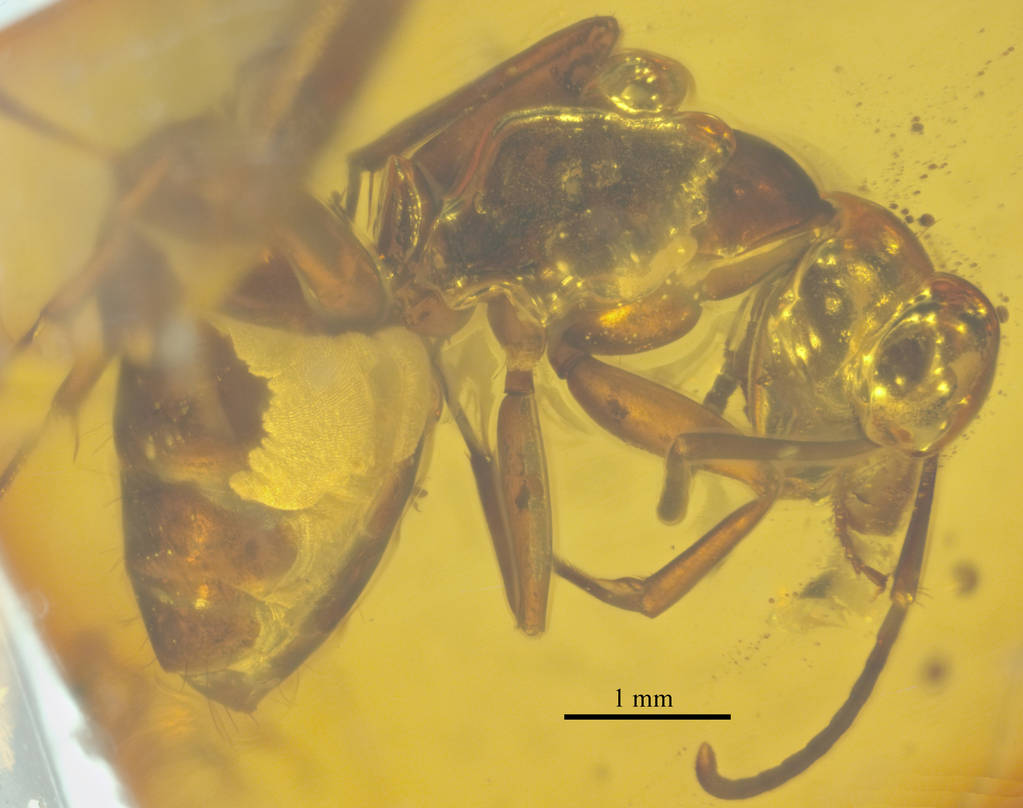
NHMW1984-31-136 profil.
- R90 de Kleinkembs.
- R90 femelle (22) et R431 (23) de Kleinkembs.
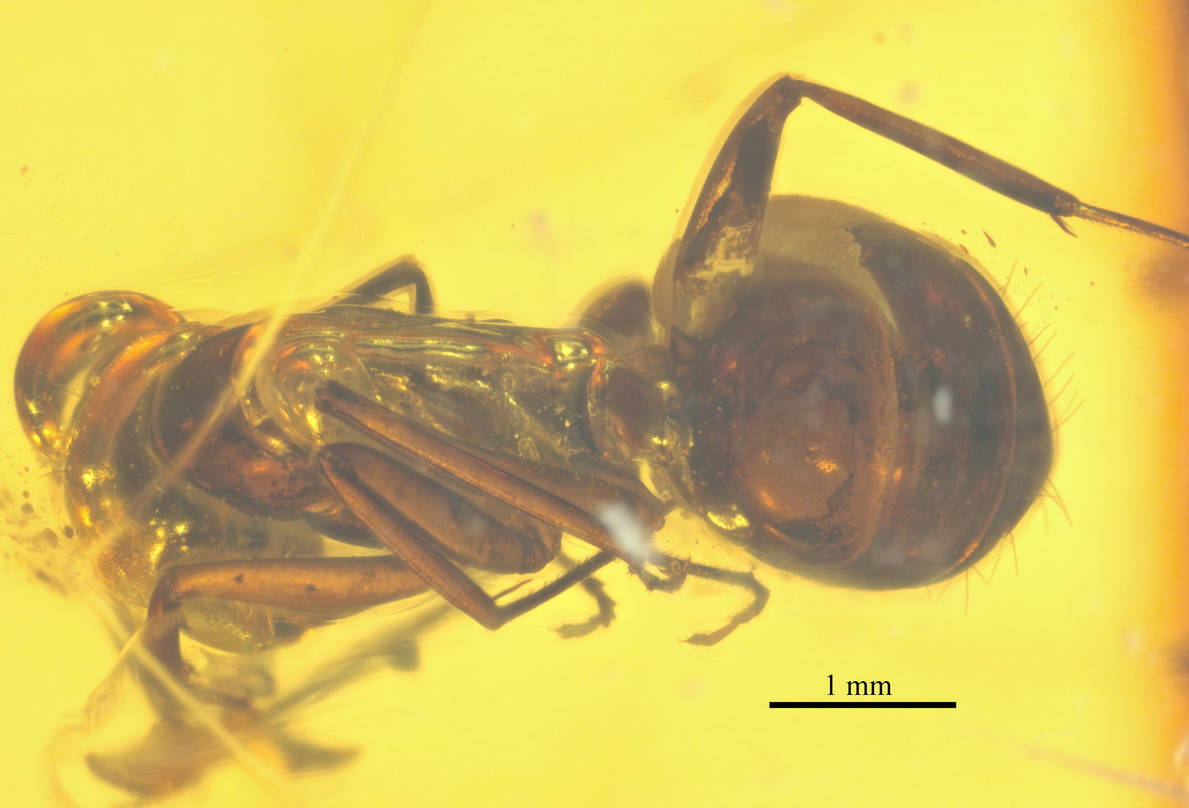
NHMW1984-31-136 de dos.
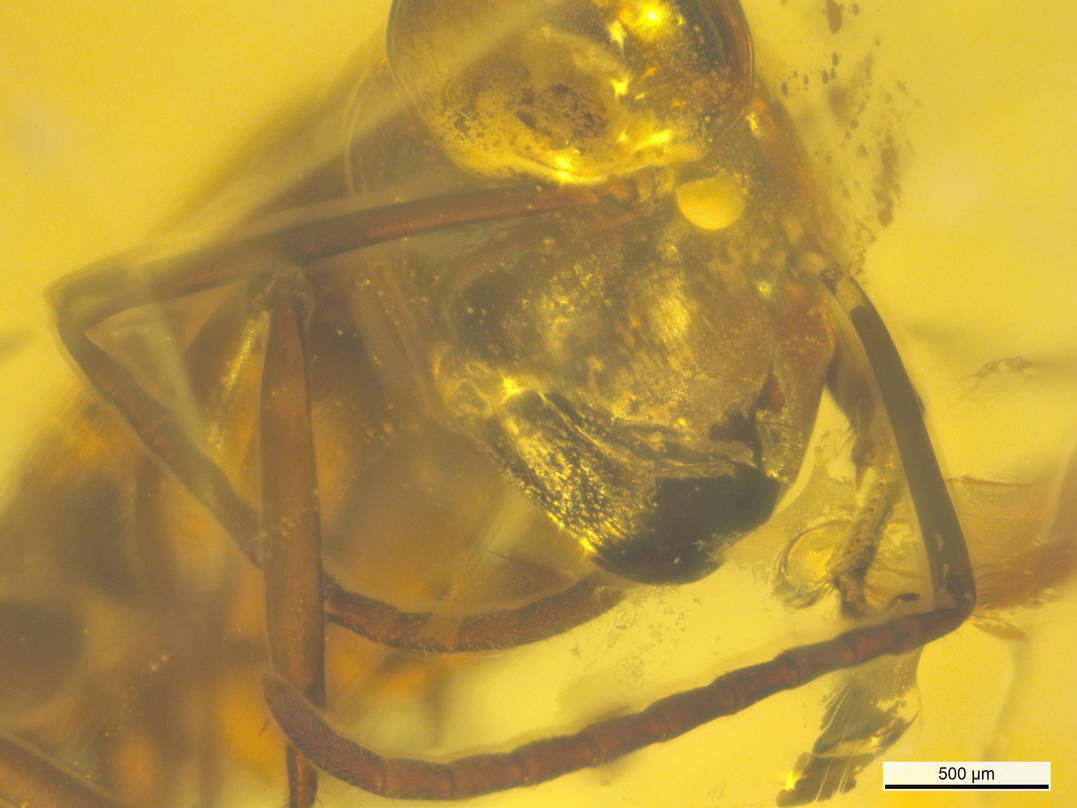
NHMW1984-31-136 tête.

| - Ouvrières Camponotus aethiops. - Fourmi géante Camponotus gigas, parc national de Gunung Mulu, Sarawak, île de Bornéo, Malaisie. - Vue de profil : Camponotus herculeanus. - Fourmi charpentière Camponotus ligniperda. - Vue de profil : Camponotus piceus. |

### Publication originale
- [1868] (de) Gustav Mayr, « Die Ameisen des baltischen Bernsteins », Beiträge zur Naturkunde Preussens, vol. 1,‎ 1868, p. 1-102 (lire en ligne).